# Qileban
Qilaban (turc: Uludere) és una ciutat i districte de la província de Şirnex, situada a la regió turca d'Anatòlia del Sud-est. Es troba dins dels límits del Kurdistan turc.
El districte ocupa una extensióde 825 km² i comparteix 56 km de frontera amb l'Iraq. El terreny és muntanyós i accidentat.

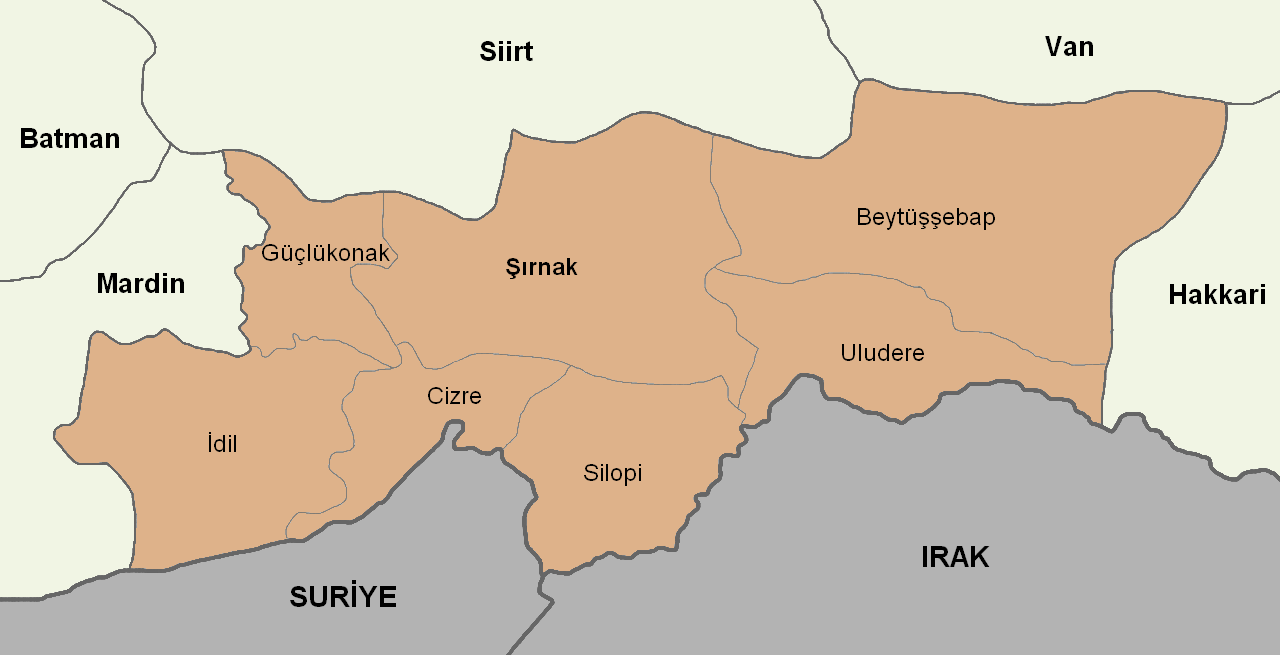
Província de Şırnex.

El poble de Qileban està situat a 1.230 m d'altitud. El punt més alt del districte és la cresta de la Kêla Meme ("L'estela de Mem"), de 3.200 m.

## Població
El 95% de la població del districte està lligada a la tribu kurda dels Goyî. El 5% restant afirma estar afiliat a la del Sindî.
Segons les dades del cens de 2016, la ciutat tenia 7.118 habitants, mentre que tot el districte arribava als 41.680 habitants.

Carretera al districte de Qileban.

## Història
Durant molt de temps, la regió va dependre del districte de Beytüşşebap. El 27 de juny de 1956, la ciutat de Qileban esdevingué la capital d'un nou districte. El districte està adjunt a la província de Siirt, després a la de Hakkari. El maig de 1990, quan la ciutat de Șirnex es va convertir en la capital d'una nova província, se li va adjuntar el districte de Qileban.

### La guerra i l'èxode massiu (1990-1994)
La població del districte va patir especialment als anys 1990. Com a regió, pobra, rural i muntanyosa, poblada íntegrament per kurds i situada a la frontera amb el Kurdistan iraquià, va constituir un terreny favorable per la lluita armada liderada des de 1984 pel Partit dels Treballadors del Kurdistan (PKK). Però els durs mètodes de persecució de l'exèrcit turc va donar lloc a l'abandonament d'una gran part del districte. Durant l'hivern de 1989-1990, 250 dels 300 habitants del poble d'Aloş (Kayadibi) van fugir de la repressió en condicions climàtiques dures i es van refugiar a l'altra banda de la frontera. Altres pobles van ser evacuats directament per l'exèrcit, com ara Şiriş, el 22 de maig de 1990.
El 1992-1993, mentre diferents alçaments urbans saccejaven el Kurdistan turc, la repressió es va intensificar a les zones rurals. Els habitants de molts pobles van travessar la frontera i s'establiren a la regió de Zaxo. Va ser tanmateix el març i l'abril de 1994 quan la regió va patir l'èxode més gran de la seva història. Mentre es desenvolupaven els enfrontaments entre l'exèrcit i els combatents del PKK, l'exèrcit va destruir una rere l'altra moltes cases dels camperols.

### Massacre de Roboskî (2011)
La nit del 30 de desembre de 2011, 35 camperols del poble de Roboskî, dependents de Qileban, van ser assassinats pels atacs aeris de l'exèrcit turc. Les víctimes, majoritàriament molt joves, es trobaven en territori iraquià en el moment dels fets, formant un comboi de mules de contraban, una pràctica generalitzada a la regió, i coneguda per les autoritats civils i militars turques.

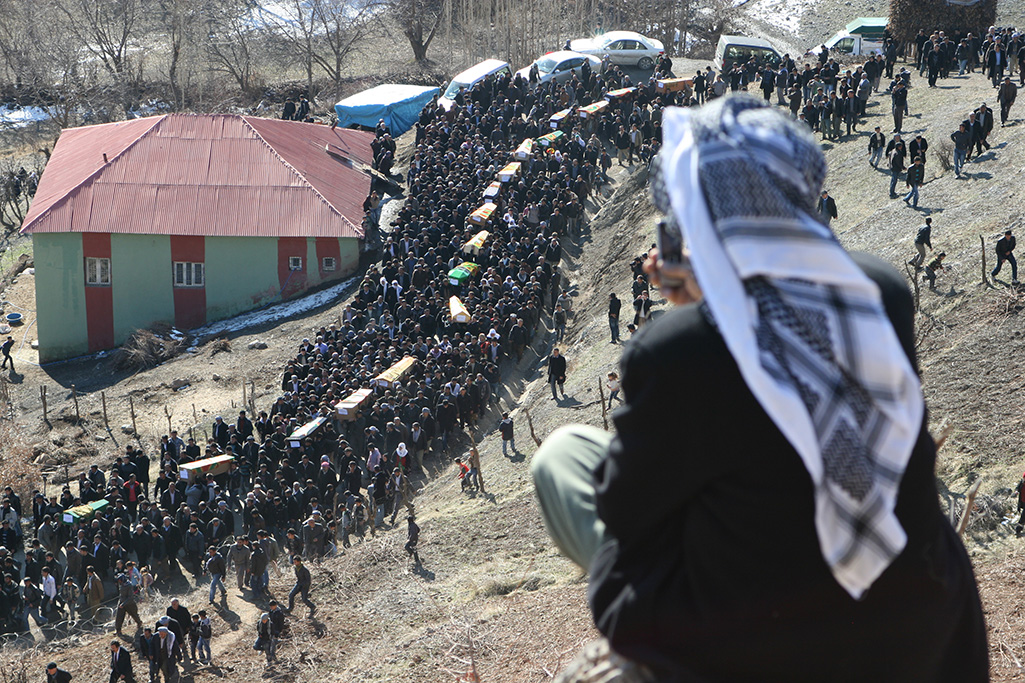
Funerals de la massacre.

Segons la versió oficial, els avions de caça van confondre els contrabandistes amb una unitat de combatents del Partit dels Treballadors del Kurdistan. Tanmateix, l'opinió pública i al món polític estava colpit. La mort de 35 persones va ser, de fet, un dels nombres de morts civils en un sol dia més alt des de l'inici de la rebel·lió armada al sud-est de Turquia el 1984. L'abast del colpiment per aquest atac va obligar a l'estat major, el president del govern i el president de la República a donar el seu condol a les famílies.